# Universidad Mayor
Universidad Mayor – prywatna uczelnia w Chile, zlokalizowana w Santiago. 